# Юба, Акин
Олатунджи Акин Юба (англ. Olatunji Akin Euba; 28 апреля 1935, Лагос, Колония и протекторат Нигерия, Великобритания — 14 апреля 2020, Лагос, Нигерия) — нигерийский композитор и музыковед.

## Биография
Родился Олатунджи Акин Юба 28 апреля 1935 года в Лагосе.
В 1952—1957 годах учился в Тринити-колледже в Лондоне. В 1957—1965 годах возглавлял Музыкальный департамент Нигерийской радиокорпорации. В 1966—2020 годах преподавал в университетах в Ифе, Ибадане, Лагосе. В 1971 году посетил СССР, где выступал на 7-м конгрессе Международного музыкального совета в Москве.
Умер 14 апреля 2020 года, за две недели до своего 85-летнего дня рождения.

## Творчество
Музыкальное творчество
- Abiku (1965)
- Yoruba (1966)
- Igbo (1966)
- Ashanti (1966)
- Lobi (1966)
- Olurunby (1967)

Литературное творчество
- Euba Akin. Nigerian music // The Negro history bulletin. 1961
- Euba Akin. New creative sources of musical draba of Yoruba // Yearbook of the International folk music council. L., 1970
- Euba Akin. An Introduction to music in Nigeria // Nigerian music review, No 1, 1977